# Golești, Vrancea
Golesti là một xã thuộc hạt Vrancea, România. Dân số thời điểm năm 2002 là 3459 người.